# Nychiodes waltheri
Nychiodes waltheri là một loài bướm đêm trong họ Geometridae.